# Rudolf Krantz

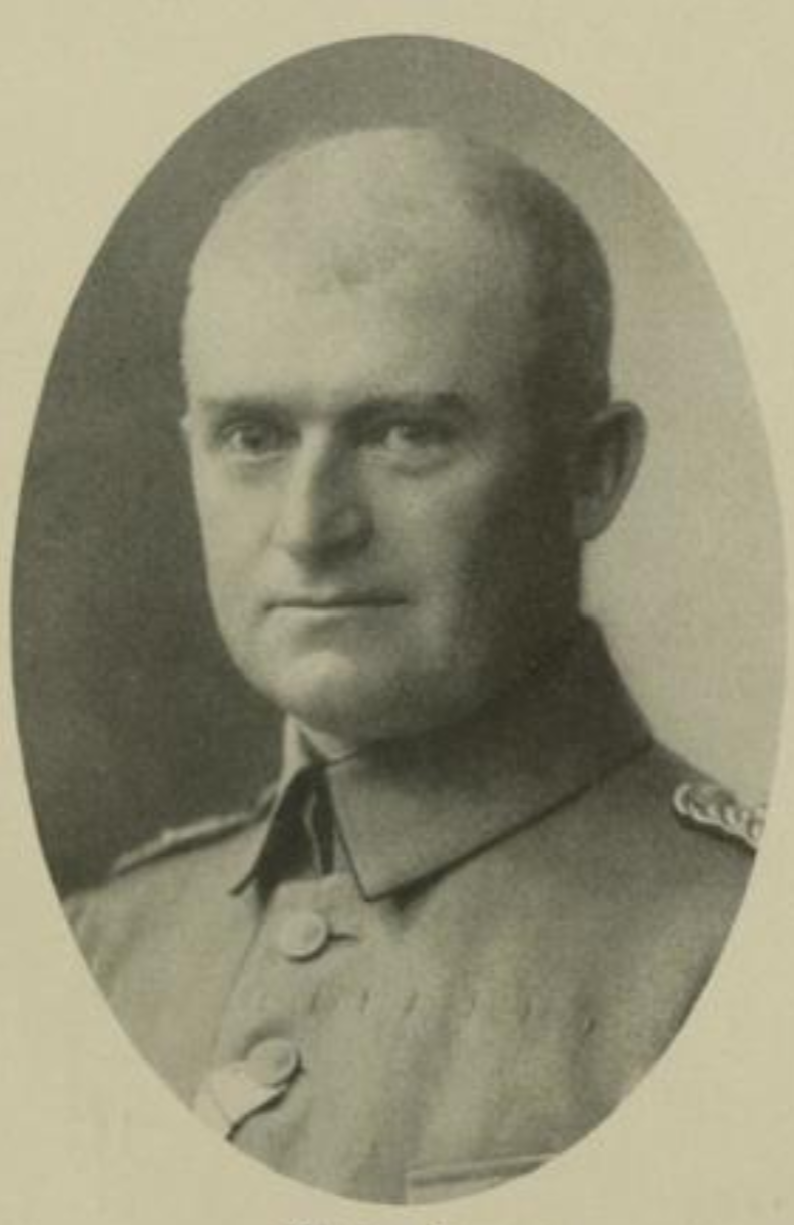
Rudolf Krantz

Rudolf Julius Krantz (* 16. Januar 1874 in Bautzen; † 22. Oktober 1941 in Dresden) war ein sächsischer Offizier und Generalleutnant der Wehrmacht.

## Leben

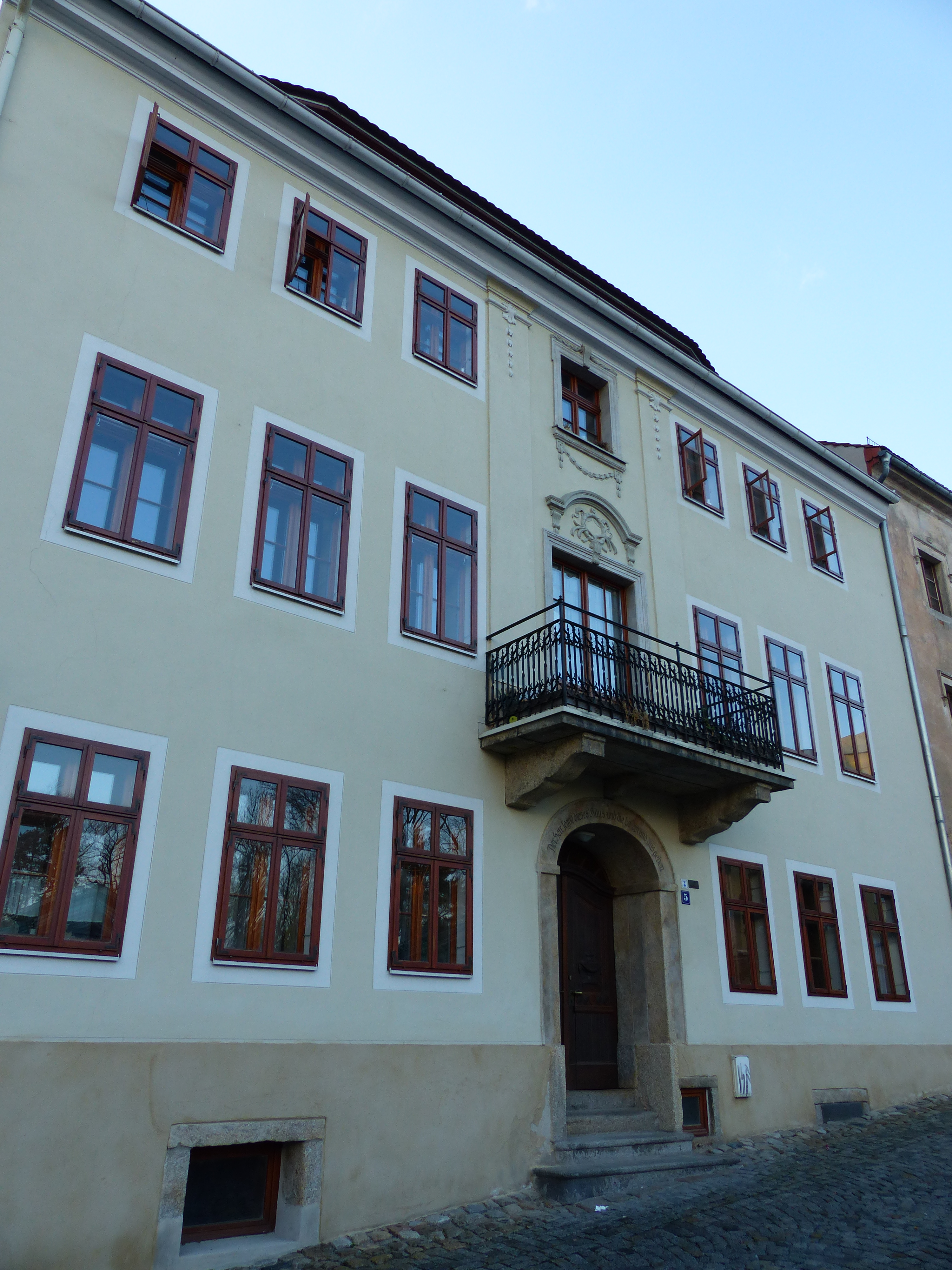
Rudolf Krantzs Kindheitswohnung

Rudolf Krantz war Sohn eines Direktors und wohnte als Kind im Taschenberg 5. Er besuchte bis 1888 das Gymnasium in Bautzen und trat im selben Jahr in den sächsischen Kadettenkorps und wurde am 25. November 1891 zum Fähnrich bei der 8. Kompanie des 8. Infanterie-Regiment „Prinz Johann Georg“ Nr. 107 der sächsischen Armee ernannt. Er avancierte am 21. Juni 1891 zum Leutnant und wurde die nächsten Jahre u. a. als Bataillonsadjutant des III. Bataillons im Regiment verwendet. Am 26. März 1899 wurde er unter Versetzung in die 5. Kompanie des Regiments zum Oberleutnant befördert. Im Zuge des Boxeraufstandes im Kaiserreich China meldete sich Oberleutnant Krantz als Freiwilliger und nahm innerhalb des Ostasiatischen Expeditionskorps an der Niederschlagung des Aufstandes teil. Er wurde für seine dortigen Verdienste mit dem Komturkreuz II. Klasse des Albrechtsordens ausgezeichnet und kehrte nachfolgend in die 9. Kompanie seines Stammregiments zurück. Schon im folgenden Jahr erfolgte seine Verwendung als Regimentsadjutant, welche er bis zu seiner Beförderung zum Hauptmann und Kompaniechef der 7. Kompanie am 23. September 1905 ausführte. Er wurde bis 1912 in dieser Eigenschaft verwendet und wurde dann zum Platzmajor in Leipzig ernannt. Im November 1913 wurde er mit dem Ritterkreuz I. Klasse des Württembergischen Friedrichs-Ordens und dem Ritterkreuz I. Klasse des braunschweigischen Orden Heinrichs des Löwen ausgezeichnet. Er wurde als Hauptmann noch in das 2. Königlich Sächsische Jäger-Bataillon Nr. 13 versetzt.
Nach Ausbruch des Ersten Weltkrieges wurde er unter Beförderung zum Major zum Bataillonskommandeur des mobilisierten Königlich-Sächsischen Reserve-Jäger-Bataillon Nr. 13 ernannt. Am 26. September stürmte er an der Spitze seines Bataillons und mit einem Gewehr in der Hand die stark befestigten französischen Stellungen bei Baudesincourt. Er wurde für seine Verdienste deshalb am 15. Oktober 1914 mit dem Ritterkreuz des Militär-St.-Heinrichs-Ordens ausgezeichnet. Im Februar 1915 wurde er mit dem Offizierskreuz des fürstlich-reußischen Ehrenkreuzes mit Schwertern ausgezeichnet. Er war bis zum 15. September 1916 Bataillonskommandeur und wurde dann zu einem Ersatzbataillon versetzt. Im Dezember 1916 wurde er mit dem Ritterkreuz I. Klasse des sächsischen Verdienst-Ordens mit Schwertern ausgezeichnet. Am 24. September 1917 wurde er Regimentskommandeur des Königlich-Sächsischen Infanterie-Regiment Nr. 474 und nahm mit diesem Verband an der Großen Schlacht von Frankreich 1918 teil, wo er sich mit seinem Regiment bei der Erstürmung von Coucy le Chateau deutlich auszeichnen konnte. Im Juni desselben Jahres nahm er erfolgreich bei den schweren Gefechten von Nouvron teil und wurde mit dem Kommandeurkreuz II. Klasse des Militär-St.-Heinrichs-Ordens ausgezeichnet. Er war noch bis Juli 1918 Regimentskommandeur und geriet im selben Monat schwer verwundet bei der Schlacht bei Soissons in französische Kriegsgefangenschaft.
Nach Kriegsende wurde er in die Reichswehr übernommen und führte unter weiterer Beförderung zum Oberstleutnant das Reichswehr-Infanterie-Regiment Nr. 24 in seiner Heimatstadt Bautzen. 1923 wurde er unter Beförderung zum Oberst Regimentskommandeur des 11. (Sächsisches) Infanterie-Regiment in Leipzig und blieb bis zum 30. September 1927 in dieser Position. Direkt darauf wurde er Infanterie-Führer IV. in Magdeburg und am 1. Januar 1928 zum Generalmajor befördert. 1929 schied er aus dem Heeresdienst aus und stellte sich nach Ausbruch des Zweiten Weltkrieges wieder zur Verfügung. Er diente als Kommandeur der 454. Sicherungs-Division und starb 1941 anhand einer schweren überstandenen Operation mit dem Rang eines Generalleutnants.